# Sulfolobus
Sulfolobus je rod archeí z kmene Crenarchaeota. Má kulovité buňky s množstvím laločnatých výběžků a buněčnou stěnu s neobvyklou strukturou. Z metabolického hlediska se vyznačuje fakultativní autotrofií a využívá k tomu síru či jednoduché organické látky. Také je acidofilní (optimální pH 2-3, ale žije v rozmezí 0,9–5,8 stupnice pH) a zároveň termofilní (optimum 70–75 °C, ale často až v rozmezí 55–80 °C či dokonce 85 °C).
Rod Sulfolobus je prokazatelně hostitelem některých virů zvláštní struktury.